# زیبای پایدار (فیلم ۱۹۴۳)
زیبای پایدار (به انگلیسی: The Constant Nymph) فیلمی در ژانر رمانتیک و درام به کارگردانی ادموند گولدینگ است که در سال ۱۹۴۳ منتشر شد. ستارگان این فیلم شارل بوآیه، جون فونتین، آلکسیس اسمیت، چارلز کوبرن، می ویتی و پیتر لوره هستند. فونتین به خاطر بازی در این فیلم نامزد دریافت جایزه اسکار بهترین بازیگر نقش اول زن شد ولی آن را به ایفای نقش جنیفر جونز در آوای برنادت باخت.

## بازیگران
- شارل بوآیه
- جون فونتین
- آلکسیس اسمیت
- چارلز کوبرن
- می ویتی
- پیتر لوره
- برندا مارشال
- مونتاگو لاو
- ادواردو چانلی
- مارسل دالیو
- دوریس لوید
- جین مویر
- کرافورد کنت